# St. Marien (Harkebrügge)

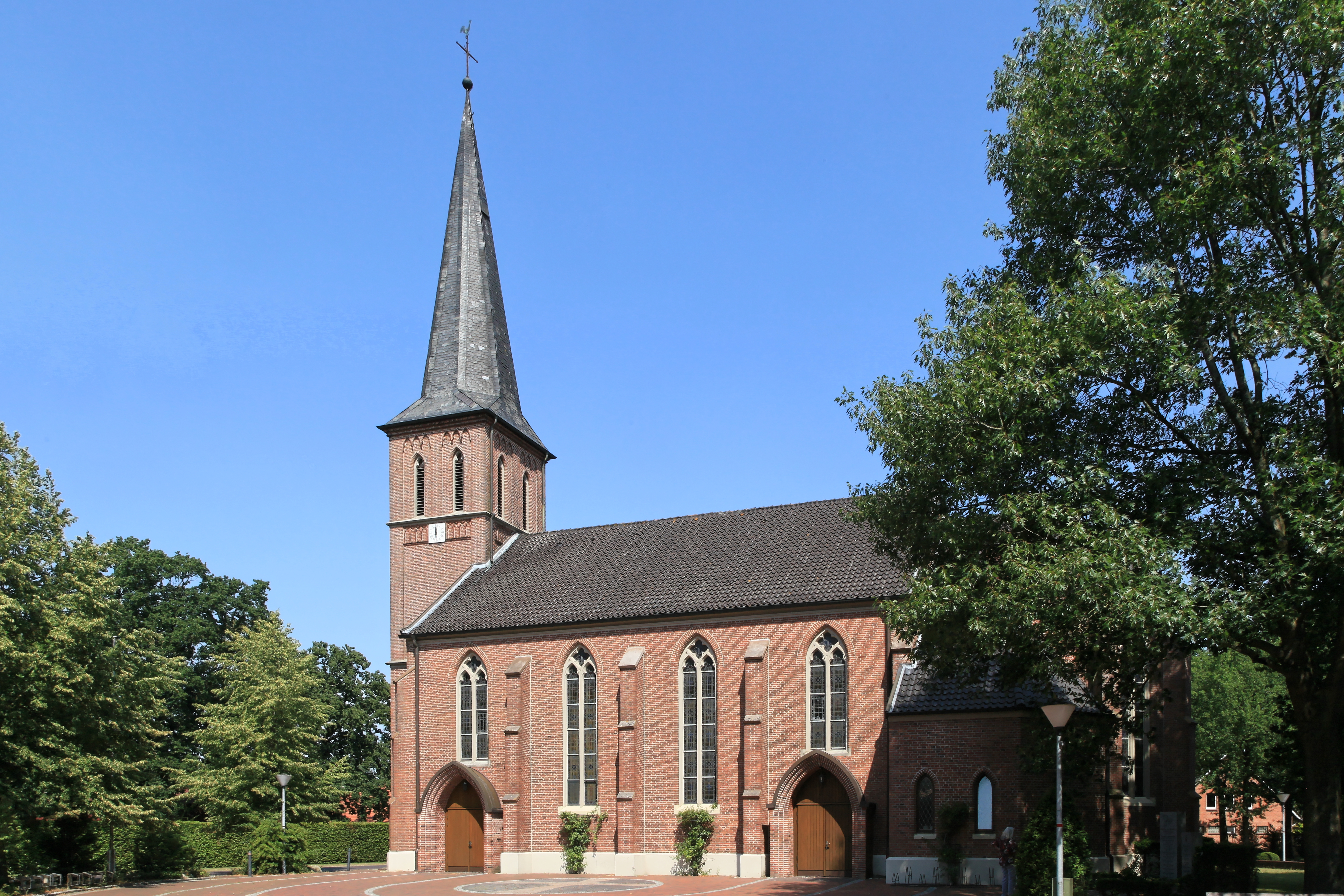
Kath. Kirche St. Marien in Harkebrügge

St. Marien in Harkebrügge, einem Ortsteil von Barßel im niedersächsischen Landkreis Cloppenburg, ist eine römisch-katholische Filialkirche der Pfarrei St. Cosmas und Damian (Barßel). Sie steht unter dem Patrozinium der Gottesmutter Maria und gehört zum Dekanat Friesoythe im Bistum Münster. Die Kirche ist ein neugotischer Backsteinbau mit Turm und bietet 450 Gläubigen Platz.

## Geschichte
Weil der Weg zur nächstgelegenen Pfarrei in Barßel viel zu weit war, wurde 1854 ein Kaplan nach Harkebrügge entsandt. Die Gottesdienste fanden in einer Notkirche statt. Aus dem Seelsorgebezirk entstand 1955 die Kapellengemeinde St. Marien, zu der ab 1857 auch die in Oster- und Westerscheps wohnenden Katholiken gehörten.
Nach den Plänen des Architekten Johann Bernhard Hensen (Sögel) wurde in den Jahren 1857 bis 1860 eine Kirche in Harkebrügge gebaut und am 7. September 1862 durch Bischoff Johann Georg Müller geweiht. Nach der Abpfarrung von der Mutterkirche Barßel am 20. April 1924 wurde St. Marien eine eigenständige Pfarrei. Gerd Rohling (Cloppenburg) erweiterte 1959/60 das dreischiffige Gebäude vor allem durch ein Querhaus und einen Hochchor. Die Konsekration des stark vergrößerten Gotteshauses erfolgte am 9. September 1961 durch Weihbischof Heinrich Tenhumberg.
Durch Fusion entstand aus den Pfarreien Barßel, Elisabethfehn und Harkebrügge am 26. November 2006 die neue Kirchengemeinde St. Ansgar in Barßel. Am 1. Januar 2024 schlossen sich die katholischen Gemeinden in Barßel, Bösel, Friesoythe, Garrel, Saterland und Westerstede zusammen zum Katholischen Kirchenverband „Pastoraler Raum Friesoythe“ mit Sitz in Friesoythe.

## Glocken
Im Turm von St. Marien hängen die folgenden vier Bronzeglocken, die in Hemelingen gegossen wurden:
- Glocke 1: Schlagton: b1; Glockengießerei Otto; Gussjahr: 1960
- Glocke 2: Schlagton: des2; Glockengießerei Otto; Gussjahr: 1922
- Glocke 3: Schlagton: es2; Glockengießerei Otto; Gussjahr: 1960
- Glocke 4: Schlagton: f2; Glockengießerei Otto; Gussjahr: 1960[4]

## Orgel
Die 1867 von J. B. Kröger & Söhne (Goldenstedt) in Harkebrügge installierte Orgel (II+P/13) wurde 1899 auf die neue Westempore versetzt. Die stark erweiterte Kirche bekam 1965 eine elektronische Orgel. 1990 baute Siegfried Sauer (Höxter) eine neue Pfeifenorgel (II+P/29) für St. Marien. 2015 führte Willehard Schomberg (Friesoythe) eine Reinigung und Schimmelbeseitigung des Instruments durch.
Die Schleifladen-Orgel von 1990 hat 29 Register und besitzt ein Hauptwerk (C - g3), ein Schwellwerk (C - g3) und ein Pedal (C - f1). Die Spieltraktur ist mechanisch und die Registertraktur elektrisch. Zur Sonderausstattung gehört ein 64-facher Setzer mit Sequenzern.